# Mont Akros
Le mont Akros est une montagne près du mont Arachneo, entre les villages de Paleá Epídavros et de Neá Epídavros, dans le dème d'Épidaure, en Argolide dans le Péloponnèse en Grèce.